# Ober-Olm
Ober-Olm – miejscowość i gmina w Niemczech, w kraju związkowym Nadrenia-Palatynat, w powiecie Mainz-Bingen, wchodzi w skład gminy związkowej Nieder-Olm.

## Współpraca
Miejscowości partnerskie:
- Bobrowice, Polska
- Bruck in der Oberpfalz, Bawaria
- Ramonchamp, Francja
- Schloßvippach, Turyngia
- Seebach, Badenia-Wirtembergia
- Seiffen/Erzgeb., Saksonia
- Wolfsegg am Hausruck, Austria